# Halowe Mistrzostwa Europy w Lekkoatletyce 1986 – skok w dal mężczyzn
Skok w dal mężczyzn – jedna z konkurencji technicznych rozgrywanych podczas halowych lekkoatletycznych mistrzostw Europy w hali Palacio de Deportes w Madrycie. Rozegrano od razu finał 22 lutego 1986. Zwyciężył reprezentant Związku Radzieckiego Robert Emmijan. Tytułu zdobytego na poprzednich mistrzostwach nie bronił Gyula Pálóczi z Węgier.

## Rezultaty

### Finał
Wystąpiło 16 skoczków.

Opracowano na podstawie materiału źródłowego.
| Miejsce | Zawodnik          | Wynik | Uwagi |
| ------- | ----------------- | ----- | ----- |
| 1       | Robert Emmijan    | 8,32  |       |
| 2       | László Szalma     | 8,24  | NR    |
| 3       | Jan Leitner       | 8,17  |       |
| 4       | Antonio Corgos    | 8,12  |       |
| 5       | Serhij Łajewski   | 8,05  |       |
| 6       | Zdeněk Hanáček    | 7,94  |       |
| 7       | Atanas Czoczew    | 7,85  |       |
| 8       | Jesús Oliván      | 7,82  |       |
| 9       | Mirosław Hydel    | 7,82  |       |
| 10      | Norbert Brige     | 7,81  |       |
| 11      | Atanas Atanasow   | 7,76  |       |
| 12      | Nenad Stekić      | 7,61  |       |
| 13      | Jerzy Żeligowski  | 7,61  |       |
| 14      | Claudio Cherubini | 7,52  |       |
| 15      | Dietmar Haaf      | 7,48  |       |
| 16      | Carlos Medeiros   | 7,35  |       |